# 布兰达喷泉门

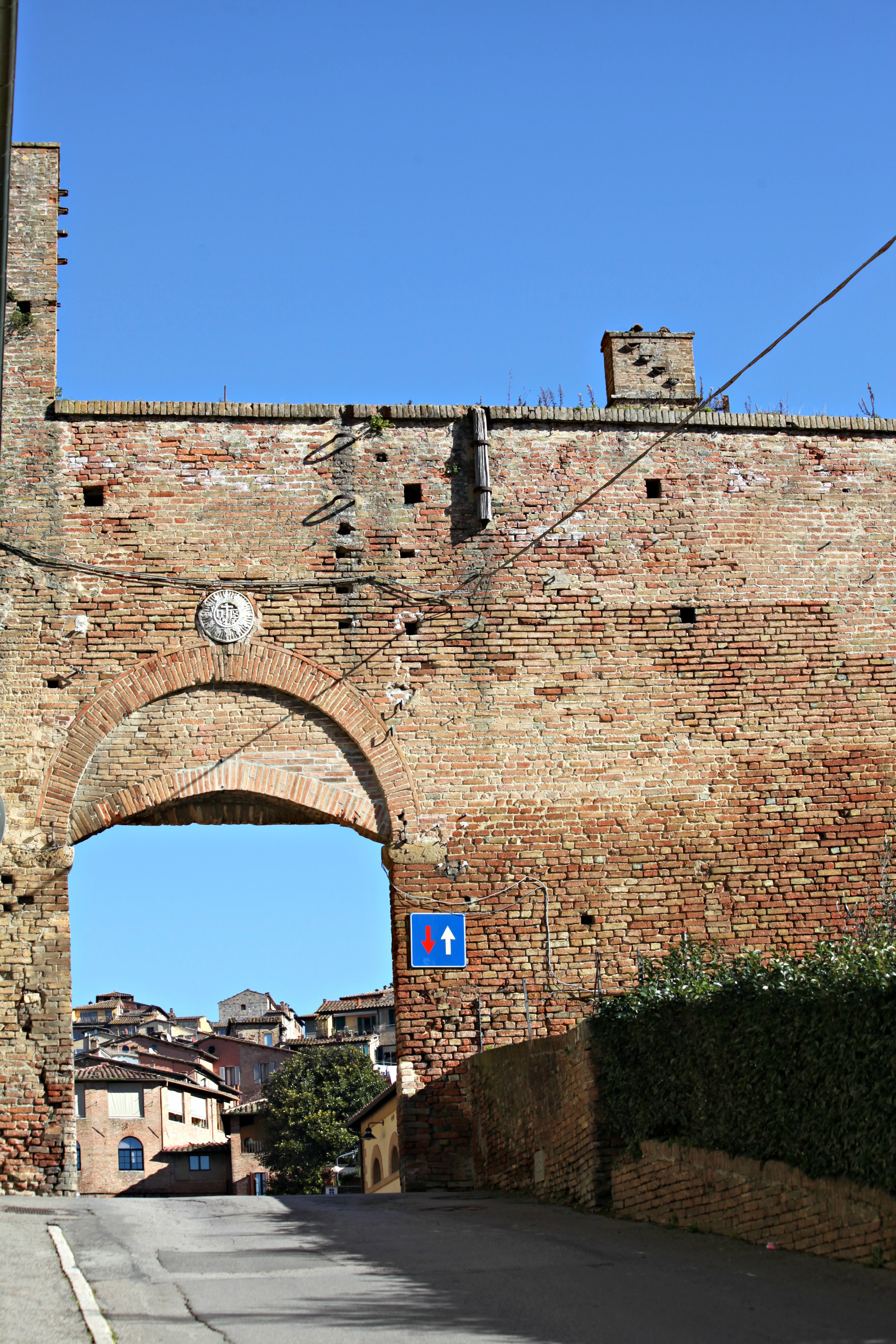
布兰达喷泉门

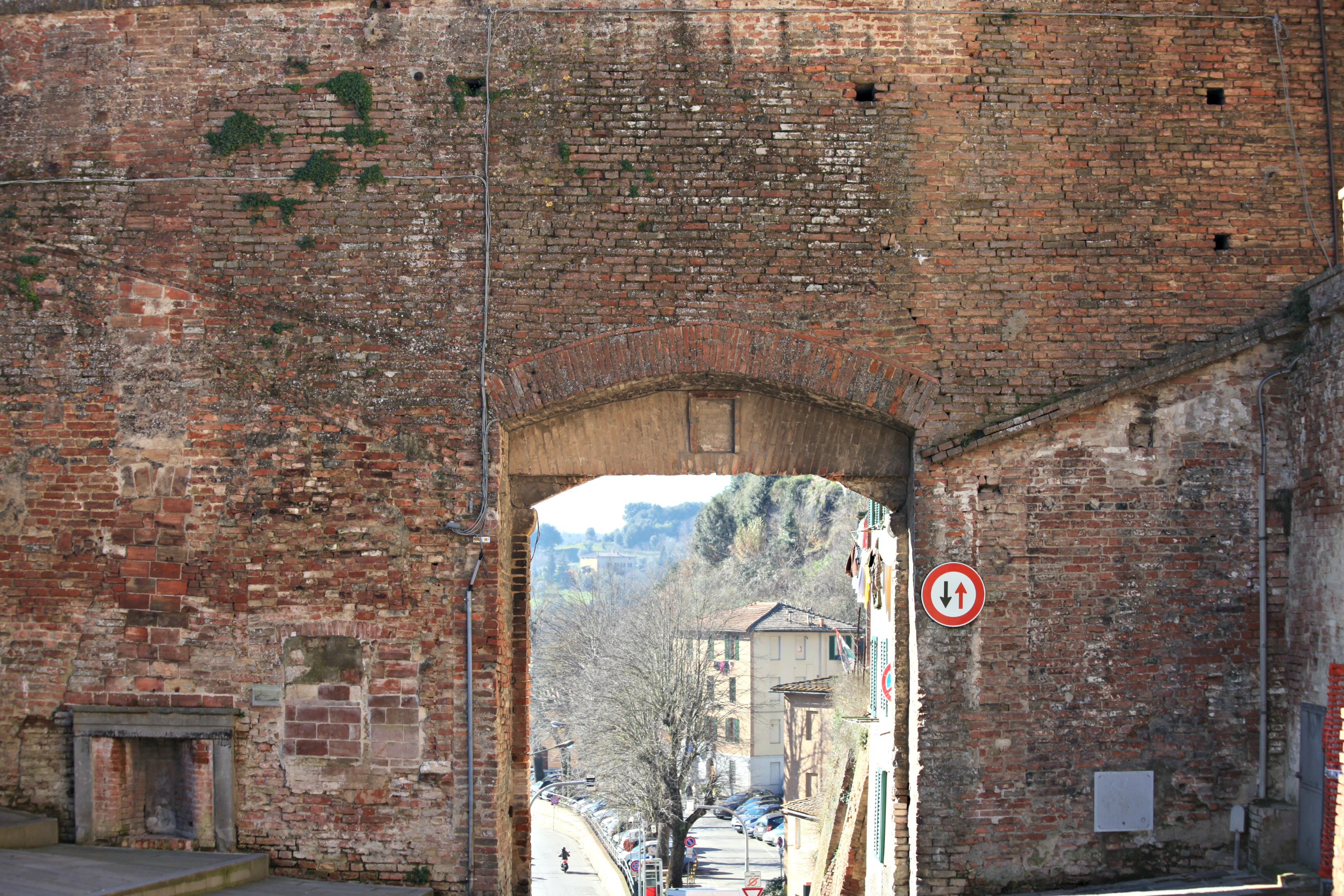
布兰达喷泉门

布兰达喷泉门（Porta di Fontebranda）是意大利托斯卡纳大区 锡耶纳中世纪城墙中仅存的城门之一，砖石砌筑，位于布兰达喷泉街。

## 历史
该门建于 1257年，是该城西部的主要入口之一。原来还有一个外门，现已不复存在。它靠近布兰达喷泉 ，这是锡耶纳的中世纪喷泉之一。 
。